# Lacs de la Mer de Glace
Les lacs de la Mer de Glace ou lacs Émeraudes sont deux petits lacs proglaciaires de France situés en Haute-Savoie, à Chamonix-Mont-Blanc. Ils résultent de la fonte de la Mer de Glace, glacier du massif du Mont-Blanc, au niveau de son front glaciaire, dans un contexte général de recul des glaciers vraisemblablement en lien avec le réchauffement climatique.

## Histoire
Le premier lac, celui en aval, s'est créé en 1998, logé dans la moraine déposée entre  1980 et 1993,. Le second, celui en amont, s'est formé en 2001 mais il est rapidement comblé par les importants apports de sédiments, notamment de farine glaciaire, si bien qu'en 2014, sa superficie s'est déjà réduite de moitié et en 2017, il a totalement disparu,. Le recul qui se poursuit de la Mer de Glace pourrait être amené dans les prochaines années à la formation d'autres lacs proglaciaires plus ou moins temporaires dans le fond de la vallée libérée des glaces.

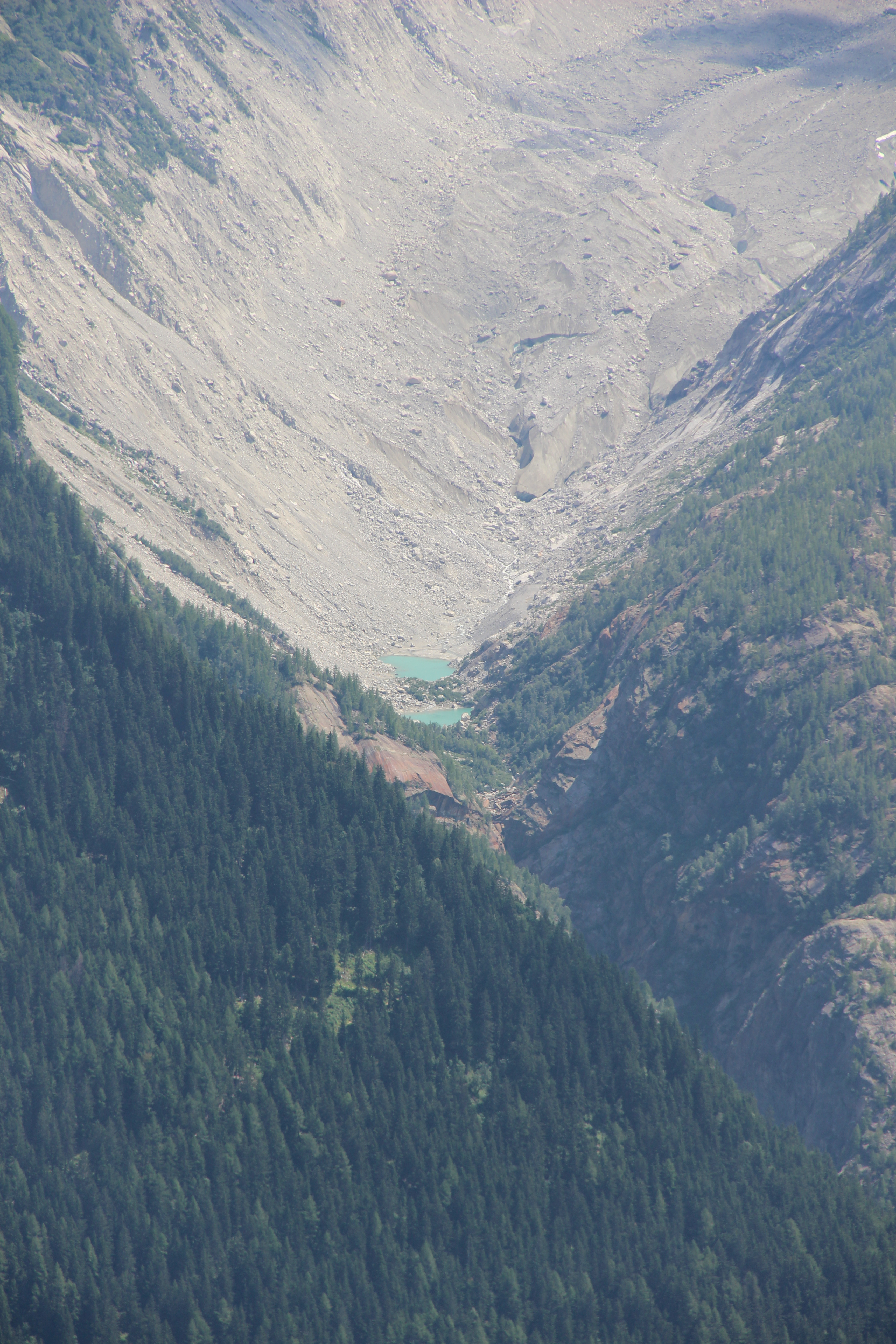
Vue en 2013 des lacs de la Mer de Glace depuis la montagne de la Flégère au nord-ouest.